# Округ Бероун
Округ Бероун (чеш. Okres Beroun) је округ у Средњочешком крају, у Чешкој Републици. Административно средиште округа је град Бероун.

## Становништво
Према подацима о броју становника из 2012. године округ је имао 86.056 становника.